# ريتشارد ييتس (منافس ألعاب قوى)
ريتشارد ييتس (بالإنجليزية: Richard Yates) هو منافس ألعاب قوى بريطاني، ولد في 26 يناير 1986.

## وصلات خارجية
- ريتشارد ييتس على موقع الاتحاد الدولي لألعاب القوى (الإنجليزية)
- ريتشارد ييتس على موقع الدوري الماسي (الإنجليزية)
- ريتشارد ييتس على موقع اتحاد ألعاب الكومنولث (مؤرشف) (الإنجليزية)